# Ferdinand Richardt
Joachim Ferdinand Richardt, född 10 april 1819 på Brede i Danmark, död 29 oktober 1895 i Oakland i Kalifornien, var en dansk tecknare, grafiker och teckningslärare.

## Biografi
Ferdinand Richardt var son till bokbindaren Johan Joachim Richardt och Johanne Frederikke Bohse och från 1862 gift med Ardine Hedvig Sophie Steenstrup Linnemann. Han var bror till Johan Carl Richardt. Han utbildade sig först till snickare men bytte inriktning 1835 när han skrevs in vid Det Kongelige Danske Kunstakademi i Köpenhamn där han studerade teckning för Gustav Friedrich Hetsch. Han var elev vid akademiens modellskola 1837–1845 och belönades under sin studietid med både den lilla och stora silvermedaljen. Efter studierna reste han omkring i USA och Kanada 1855–1859 och Italien 1862–1863, han gjorde även ett flertal besök i Sverige för att hitta motiv till sina målningar. Han utvandrade till Amerika 1873 där han vid sidan av sitt eget skapande arbetade som teckningslärare. 
Under åren 1839–1871 medverkade han ett 20-tal gånger i utställningarna på Charlottenborg i Köpenhamn och i Amerika ställde han bland annat ut på The Mechanics Institute i San Francisco. Han medverkade som tecknare i Gustaf Ljunggrens Skånska herregårdar där han utförde 73 teckningar av olika skånska herrgårdar, samt i den danska motsvarigheten Prospecter af Danske Herregaarde där hans bilder litograferades av Frits Nordahl Grove. Man antar att han under ett av sina besök i Sverige fungerade som teckningslärare för Ingeborg Rosencrantz eftersom hennes teckningar är utförda i Richardts maner.
Hans konst består av porträtt, landskapsutsikter från Danmark, Sverige och Amerika utförda i olja, teckning eller litografier. Richardt är representerad vid Thorvaldsens museum, Statens museum for Kunst, Bornholms Kunstmuseum, Svendborg museum, Helsingör museum och Nationalmuseum i Stockholm.

## Verk i urval

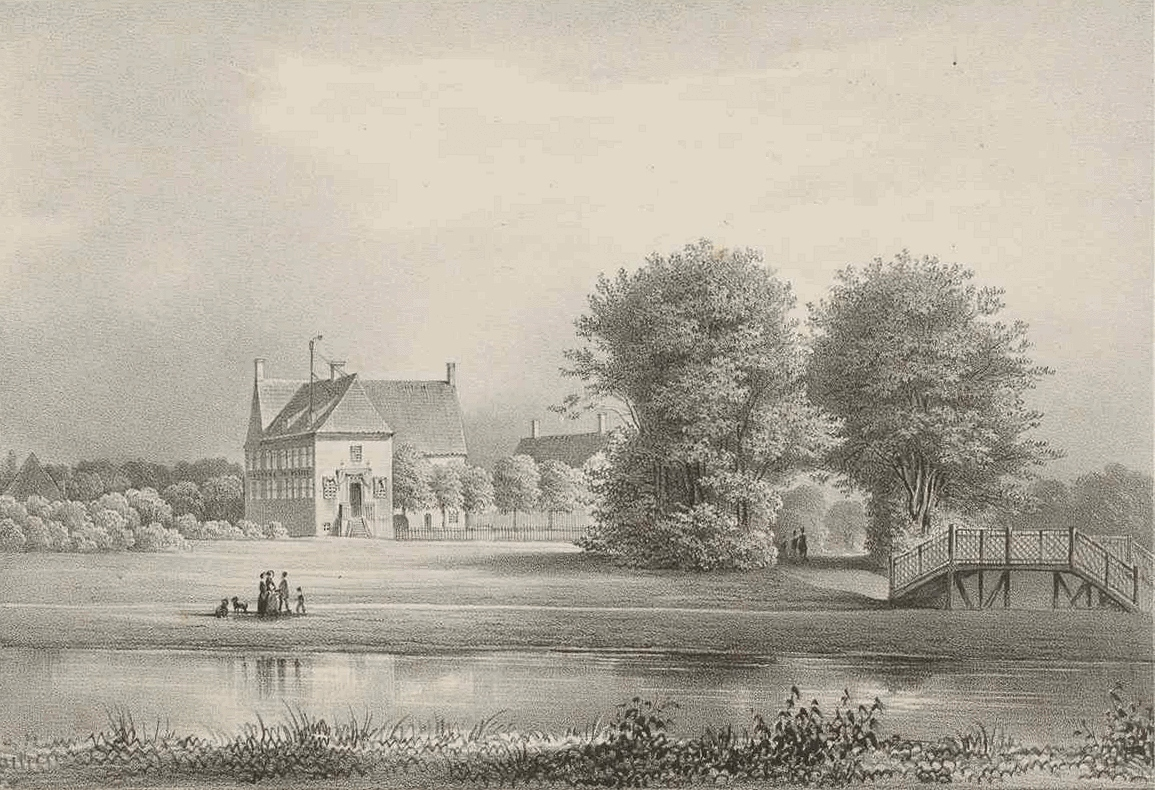
Åstrup
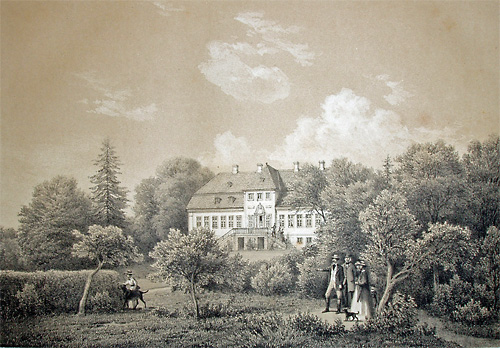
Constantinsborg
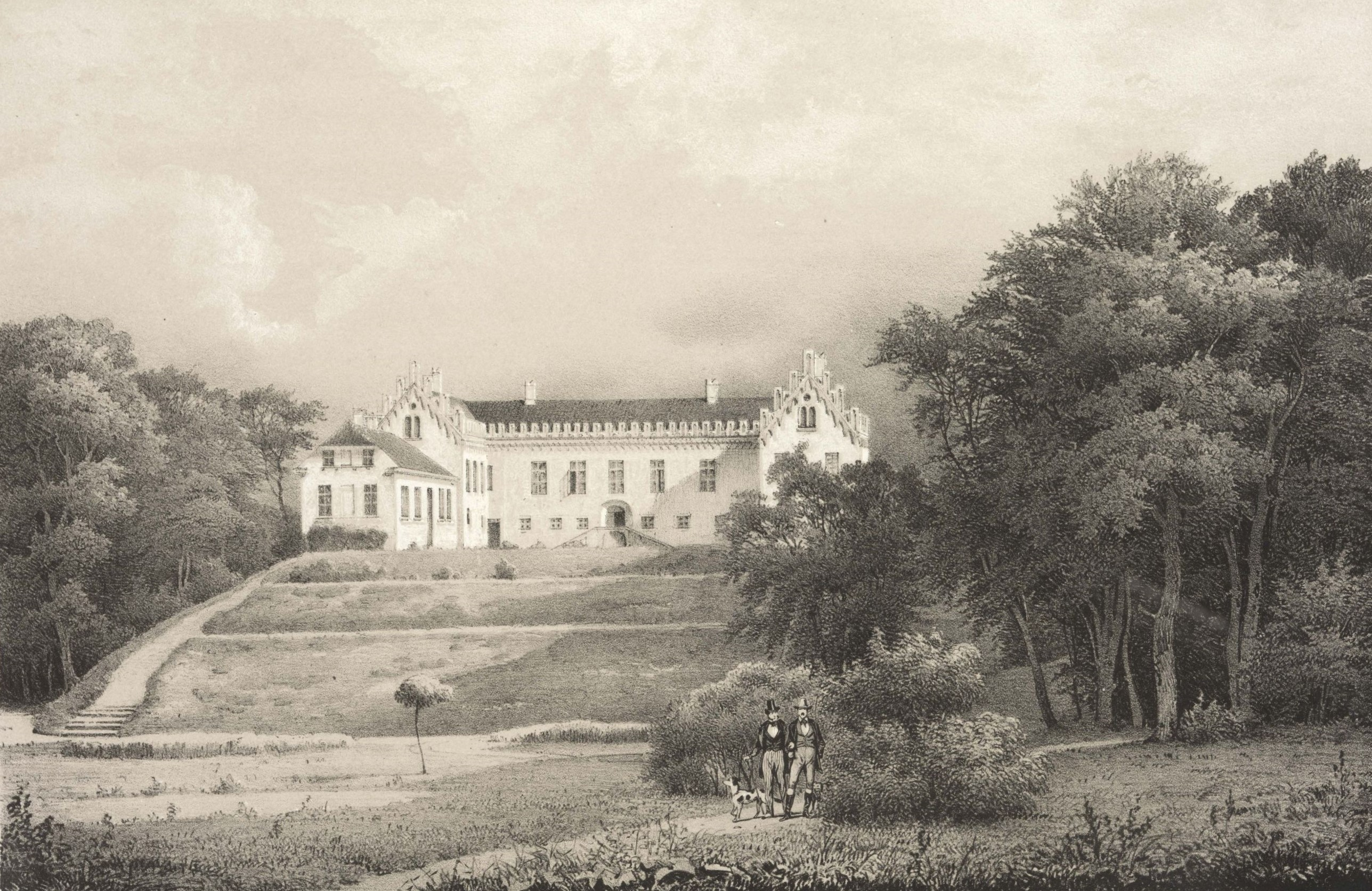
Näsbyholm
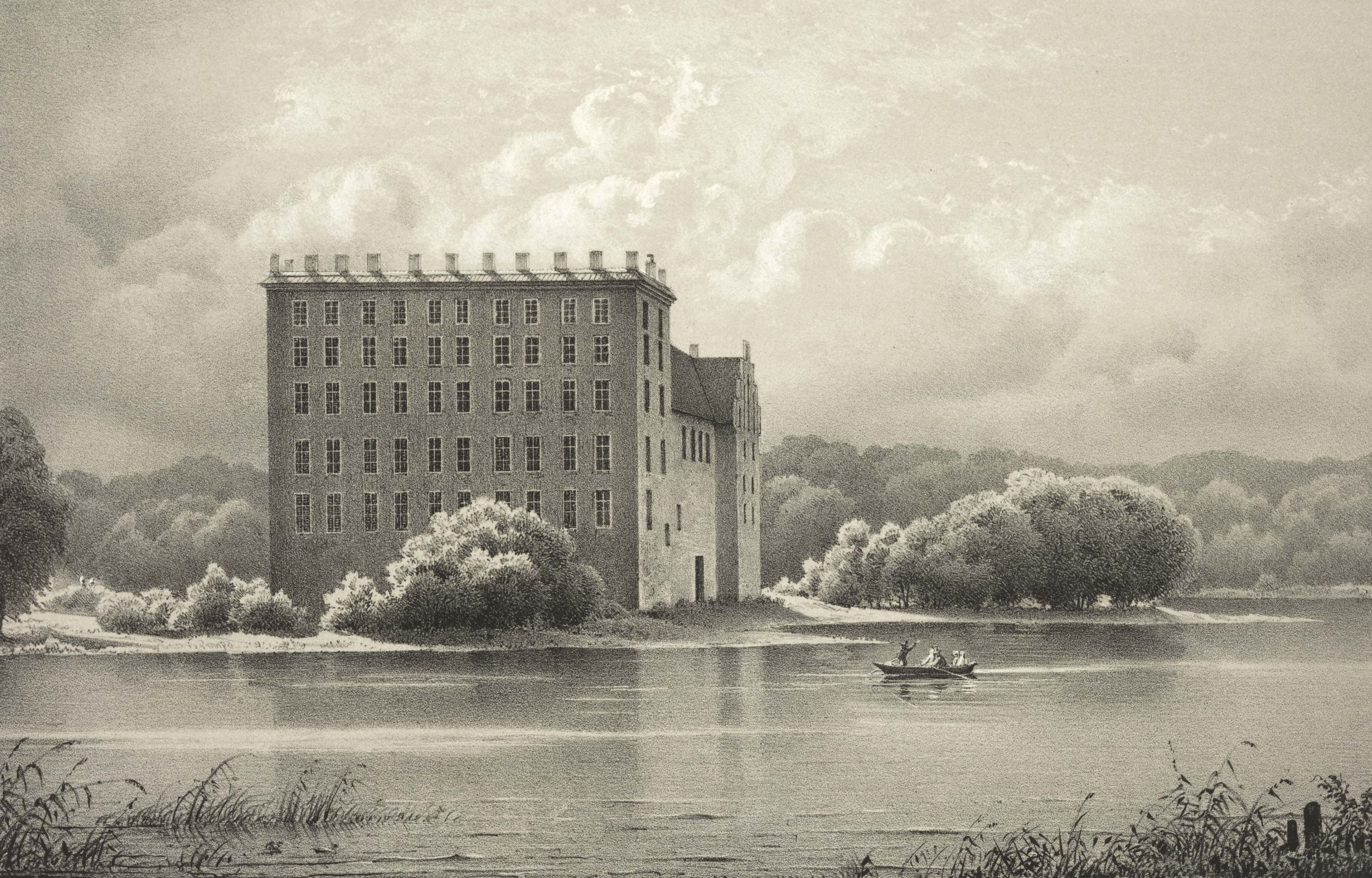
Svaneholm